# Matt Jordan
Matt Jordan, né le 13 octobre 1975 à Aurora, dans le Colorado, est un joueur de soccer américain ayant évolué au poste de gardien de but. Il occupe actuellement le poste de vice-président ainsi que de directeur général au Houston Dynamo.

## Biographie
Il commence sa carrière professionnelle en 1998 avec le club de Dallas Burn de la MLS, où il joue jusqu'en 2002. 
Durant la saison 2003-2004 il évolue avec l'Odense Boldklub, club évoluant dans la première division du Danemark. En 2004 et en 2005 il joue avec le Columbus Crew. 
Il est échangé au Colorado Rapids en 2006. Le 19 mars 2007, il signe un contrat avec l'Impact de Montréal. Le 31 janvier 2011, Matt Jordan annonce sa retraite après 13 saisons professionnelles, dont quatre avec l'Impact.

## Statistiques
| Club               | année | V  | D  | N  | PJ  | PD  | TIRS | MIN   | ARR | BC  | BL | MOY   |
| ------------------ | ----- | -- | -- | -- | --- | --- | ---- | ----- | --- | --- | -- | ----- |
| Dallas Burn        | 1998  | 0  | 1  | 0  | 1   | 1   | 4    | 45    | 1   | 3   | 0  | 6.00  |
| Dallas Burn        | 1999  | 17 | 11 | 0  | 29  | 29  | 172  | 2584  | 133 | 31  | 11 | 1.08  |
| Dallas Burn        | 2000  | 13 | 14 | 4  | 31  | 31  | 188  | 2830  | 124 | 53  | 7  | 1.69  |
| Dallas Burn        | 2001  | 10 | 11 | 5  | 26  | 26  | 138  | 2388  | 91  | 45  | 9  | 1.70  |
| Dallas Burn        | 2002  | 12 | 9  | 6  | 27  | 27  | 158  | 2511  | 109 | 42  | 3  | 1.51  |
| OB Odense          | 2003  |    |    |    | 2   |     |      |       |     |     |    |       |
| Columbus Crew      | 2004  | 0  | 0  | 1  | 1   | 1   | 6    | 90    | 5   | 1   | 0  | 1.00  |
| Columbus Crew      | 2005  | 1  | 0  | 1  | 2   | 2   | 16   | 180   | 13  | 3   | 0  | 1.50  |
| Colorado Rapids    | 2006  | 0  | 0  | 0  | 0   | 0   | 0    | 0     | 0   | 0   | 0  | 0.00  |
| Impact de Montréal | 2007  | 10 | 3  | 5  | 19  | 19  | 144  | 1665  | 57  | 12  | 11 | 0.649 |
| Impact de Montréal | 2008  | 10 | 9  | 6  | 25  | 25  | 200  | 2250  | 85  | 19  | 9  | 0.760 |
| Impact de Montréal | 2009  | 7  | 9  | 4  | 20  | 20  | 189  | 1800  | 81  | 24  | 6  | 1.20  |
| Impact de Montréal | 2010  | 6  | 6  | 4  | 16  | 16  | 130  | 1440  | 56  | 15  | 6  | 0.937 |
| Total Impact       | ----  | 33 | 27 | 19 | 80  | 80  | 663  | 7155  | 279 | 70  | 32 | 0.881 |
| Total USL          | ----  | 33 | 27 | 19 | 80  | 80  | 663  | 7155  | 279 | 70  | 32 | 0.881 |
| Total MLS          | ----  | 58 | 52 | 18 | 129 | 129 | 829  | 11707 | 524 | 198 | 31 | 1.51  |